# Wilhelm Ergert (Kryptologe)
Wilhelm Ergert (* 10. Juni 1895 in Wien; † 20. Juni 1966 in München) war ein österreichischer Nachrichten-Offizier und Kryptoanalytiker (bzw. Kryptologe). Er beherrschte angeblich 13 Sprachen und war dabei auf slawische Sprachen spezialisiert.

## Leben
Ergert war ein im Ersten Weltkrieg mehrfach ausgezeichneter Offizier der k.k. Landwehr. Das Kriegsende erlebte er an der Isonzo-Front, wo er durch den Waffenstillstand von Villa Giusti in italienische Kriegsgefangenschaft geriet. Nach Österreich zurückgekehrt wurde er nach kurzer Zeit in das österreichische Bundesheer als Hauptmann übernommen.
Ergert war vermutlich bereits während des Ersten Weltkrieges für das sogenannte Evidenzbüro tätig. Andreas Figl bezeichnete ihn als einen der „alten, erprobten Garde“. Im österreichischen Bundesheer war Ergert der Brigade-Telegraphen-Kompanie (Funkabhorchdienst) zugeteilt, ab 1929 bei der Telegraphen-Fachschule. Seit 1928 war er bereits Leiter der Entzifferungs- und Auswertungsstelle im Bundesministerium für Landesverteidigung (Dechiffrierungsabteilung des Bundesheeres). In dieser Zeit saß Ergert auch im Auftrag von Generalmajor Eugen Luschinsky für das Bundesheer im Verwaltungsrat der Radio Verkehrs AG
(RAVAG). Neben seinem Beruf als Offizier studierte Ergert noch Geschichte bei Professor Heinrich Srbik und unterhielt so Kontakte zu deutschnational gesinnten Intellektuellen wie Taras Borodajkewycz.
1933 wurde Ergert zum Major im Bundesheer befördert. Im selben Jahr tauschte Österreich mit dem Deutschen Reich wieder offiziell Militärattachés aus. Jedoch bestand schon früher unter der Mitwirkung von Edmund Glaise-Horstenau eine nachrichtendienstliche Zusammenarbeit Ergerts mit dem deutschen Militärattaché Generalleutnant Wolfgang Muff in Wien, für dessen Berichterstattung Ergert eine der wichtigsten Quellen wurde. Vermutlich agierte Ergert seit dieser Zeit auch für den deutschen Nachrichtendienst, denn er stand bis August 1934 mit der Chiffrierstelle des Reichswehrministeriums in Verbindung.
Ergert gehörte wie Maximilian de Angelis und Adolf Sinzinger, dem führenden Organisator des Nationalsozialistischen Soldatenrings, zu der Gruppe von Bundesheeroffizieren, die aufgrund ihrer deutschnationalen Einstellung einen Zusammenschluss Österreichs mit dem Deutschen Reich befürworteten. Ergert selbst lehnte zunehmend die Politik der österreichischen Regierung ab, insbesondere die Annäherung an Italien wegen der Italianisierungspolitik Mussolinis. Nach dem Scheitern des Pfrimer-Putsches, an dem sein Bekannter Carl Ottmar Lamberg maßgeblich beteiligt war, wurde Ergert für die österreichische Sturmabteilung aktiv. Gemeinsam mit dem SA-Führer Johannes Hardegg und anderen wie Ottmar Attems und Tassilo Almásy, organisierte er die paramilitärische Ausbildung der österreichischen SA. Ergert baute hierbei den Funkdienst auf und fungierte ab 1933 als Nachrichtenreferent. Während dieser Zeit hielt er über Lamberg, der nach München geflüchtet war und dort in einem Komitee für NS-Propaganda in Österreich arbeitete, Kontakt zur Münchner SA-Leitung.
1934 war Ergert an den Vorbereitungen des sogenannten Juliputsches beteiligt. Ergert nahm am 16. Juli 1934 als Vertrauensmann von Oberstleutnant Adolf Sinzinger, dem Stabschef des Wiener Stadtkommandos, an dem Treffen unter der Leitung von Theodor Habicht in München teil, bei dem die letzten Vorbereitungen für den Putsch getroffen wurden. Nach diesen Vorbereitungen sollte das Bundesheer durch das Wiener Stadtkommando alarmiert werden und Schlüsselstellungen besetzen. Während des Putschversuchs blieb allerdings eine Alarmierung durch das Wiener Stadtkommando im Sinne der Putschisten gänzlich aus. Sinzinger und Ergert hatten sich – wohl aufgrund der negativen Entwicklung der Ereignisse – entschlossen, nicht am Putsch teilzunehmen. Nach dem gescheiterten Putsch blieb Ergert zunächst unbehelligt. Er setzte sich erst Ende August 1934 ins Deutsche Reich ab. Hier trat er der Österreichischen Legion bei und war als Standartenführer im Stab des SA-Obergruppenführers Hermann Reschny tätig; er führte zeitweise die SA-Brigade 3.
Nach dem „Anschluss Österreichs“ beantragte Ergert am 27. Juni 1938 die Aufnahme in die NSDAP und wurde rückwirkend zum 1. Mai desselben Jahres aufgenommen (Mitgliedsnummer 6.272.795). Er wurde zunächst in die deutsche Wehrmacht übernommen und dem Generalkommando des Wehrkreises XVII in Wien zugeteilt. Er wurde aber später zusammen mit ehemaligen Vorgesetzten wie Emil Liebitzky und anderen Nachrichten-Offizieren durch die sogenannte „Muffkommission“ – benannt nach Wolfgang Muff, der zu entscheiden hatte, welche Offiziere in der Wehrmacht verbleiben sollten – ausgesondert.  Mit Wirkung vom 31. März 1939 wurde Ergert als Major aus dem aktiven Wehrdienst entlassen, aber bereits im Juni 1939 durch Vermittlung von Erwin Lahousen-Vivremont in die Abwehr eingegliedert. Obwohl er offiziell aus dem Dienst der Wehrmacht entlassen war, arbeitete er bei der Abwehr im Rang eines Majors, anfangs bei der Industriespionageabwehr. Von 1941 bis 1945 war er aufgrund seiner speziellen Kenntnisse der tschechischen Sprache in verschiedenen Abteilungen bei der Abwehrstelle für das Protektorat Böhmen und Mähren in Prag eingesetzt. 1942 gelang es ihm, einen Brief zu entschlüsseln, der den Doppelagenten Paul Thümmel – Agent der Abwehr und des tschechoslowakischen Nachrichtendienstes – enttarnte.
Nach dem Zweiten Weltkrieg arbeitete Ergert als Funk- und Chiffrespezialist für den militärischen Nachrichtendienst des neuen Österreichischen Bundesheeres und leistete einen wesentlichen Anteil am Aufbau der Nachrichtengruppe, dem späteren Heeres-Nachrichtenamt. 1956 war er führend beim technischen Kontrolldienst in der Funkaufklärung gegen die Sowjetarmee eingesetzt, als es erfolgreich gelang, während der Besetzung Ungarns durch Sowjet-Truppen trotz dürftiger Mittel ein umfassendes Lagebild zu liefern. Später – zumindest bis 1963 – war Ergert bei der Fernmelde-Aufklärung. 1960 war er zudem Lehrer des Sonderlehrgangs Kryptologie. Vermutlich war er in dieser Zeit auch Verbindungsoffizier zum deutschen Geheimdienst und damit zum amerikanischen Geheimdienst in München-Pullach.
Ergert bewirkte 1963 gemeinsam mit dem Präsidenten der Österreichischen Offiziersgesellschaft Generalmajor Paul Wittas, dass Andreas Figl, der noch mit fast 90 Jahren zusammen mit Ergert Gutachten für die Nachrichtengruppe verfasste, eine längst überfällige staatliche Auszeichnung erhielt und somit die Leistungen der Kryptologen entsprechend anerkannt wurden.
Bis heute ist die Rolle Ergerts wie auch die des österreichischen Bundesheeres – ein Drittel der Putschisten waren Mitglieder des Bundesheeres – am Putsch von 1934 nicht gänzlich geklärt. Die Unterlagen über Ergerts Tätigkeit für das Bundesheer sind bis heute gesperrt.

## Auszeichnungen (Stand 1933)
- Verwundetenmedaille
- Karl-Truppenkreuz
- Silberne Tapferkeitsmedaille II. Klasse
- Bronzene Militär-Verdienstmedaille
- Silberne Militär-Verdienstmedaille
- Militärverdienstkreuz III. Klasse, Kriegsdekoration mit Schwertern